# Lingones
Los lingones fueron una tribu gala que en origen vivió en la Galia en la región de la cabecera de los ríos Sena y Marne. Algunos lingones emigraron cruzando los Alpes y se asentaron cerca de la boca del río Po en la Galia Cisalpina de Italia septentrional alrededor del año 400 a. C. Estos lingones eran parte de una ola de tribus celtas que incluía a los boyos y a los senones (Polibio, Historias ii.17). Los lingones puede que ayudaran a saquear Roma en el año 390 a. C.
Los lingones de la Galia estaban perfectamente romanizados para el siglo I, viviendo en una sociedad rica y urbanizada en la región de Langres y Dijon y acuñando monedas, pero se vieron implicados en la Rebelión de los bátavos (año 69), descrita por Tácito.
El estratega Sexto Julio Frontino, autor del Strategematicon, el texto militar romano más antiguo que se conserva, menciona a los lingones entre sus ejemplos de tácticas militares exitosas:

En la guerra movida bajo los auspicios del emperador César Domiciano Augusto Germánico y comenzada por Julio Civil en la Galia, la muy rica ciudad de los lingones, que se había rebelado contra Civil, temía que sería saqueada por el ejército de César que se estaba acercando. Pero cuando, en contra de lo que se esperaba, los habitantes permanecieron inermes y no perdieron nada de su propiedad, regresaron a su lealtad, y me entregaron 70.000 hombres armados.

Su capital recibía el nombre de Andematunnum, luego Lingones, hoy Langres en Alto Marne, Francia. Fue construida sobre un promontorio rocoso sobre el río Marne, y aún conserva parte de sus fortificaciones medievales, que permiten vistas panorámicas al valle del Marne, la meseta de Langres y los Vosgos. La catedral de san Mamés fue construida en estilo románico burgundio para la antigua diócesis a la que llamaban Lingonae ("de los lingones") y rival de Dijon. Tres de sus primeros obispos fueron martirizados durante la invasión de los vándalos, alrededor del año 407. 
En la Britania romana, cuatro cohortes de lingones, la Cohors I Lingonum equitata, la Cohors II Lingonum equitata, la Cohors III Lingonum y la Cohors IIII Lingonum equitata, y otra más en Dacia, la Cohors V Lingonum, probablemente escogidas entre los lingones que habían permanecido en la región de Langres y Dijon, están documentadas en los siglos II y III, a partir de inscripciones dedicadas por miembros de estas unidades y por materiales de construcción sellados con sus figlinae.